# Bad Samaritan
Bad Samaritan è un film del 2018 diretto da Dean Devlin. La pellicola, un thriller/horror, ha per protagonisti David Tennant e Robert Sheehan. Il film è inedito in Italia.

## Trama
Portland, Oregon, il giovane Sean Falco tenta di guadagnarsi da vivere come fotografo freelance. Si rifiuta di essere legato a un noioso lavoro in giacca e cravatta in qualche azienda, con grande dispiacere per suo padre. Almeno ha il sostegno della fidanzata Riley nel continuare a inseguire i suoi sogni. Tuttavia, vivere in questo mondo costa denaro, e così Sean la sera è costretto a fare il parcheggiatore in un popolare ristorante assieme al suo migliore amico Derek. Questa attività è tuttavia solo una facciata, dato che i due, a turno, prendono "in prestito" le lussuose macchine che vengono lasciate loro in custodia e ripuliscono gli appartamenti dei clienti mentre questi sono seduti a tavola, rubando oggetti la cui assenza sperano non sia mai notata. Una notte pensano di poter fare il colpo della vita quando un ricco uomo d’affari, Cale Erendreich, si presenta a bordo di una Maserati e gliela affida. Tuttavia quando Sean arriva nella villa delle meraviglie, all’interno trova una ragazza legata e imbavagliata, una scoperta che ben presto metterà in grave pericolo non soltanto la sua vita, ma anche quelle delle persone a cui tiene di più.

## Produzione
Il 16 settembre 2013 è stato annunciato che l'Electric Entertainment di Dean Devlin ha acquisito il copione del thriller No Good Deed, scritto da Brandon Boyce, sul quale Marc Roskin avrebbe debuttato come regista e che sarebbe stato prodotto da Devlin, Roskin, e Rachel Olschan. Il 25 agosto 2016 è stato riferito che Devlin avrebbe diretto il film e che David Tennant era stato scelto come un uomo la cui casa è stata svaligiata dai parcheggiatori delle auto. Il 22 settembre 2016, Robert Sheehan è stato scelto per recitare, come uno dei ladri, e il 29 novembre 2016, Carlito Olivero si è unito per interpretare l'altro ladro. Più tardi, fu annunciato il cast, tra cui Kerry Condon, Jacqueline Byers e Lisa Brenner.
Le riprese del film sono iniziate all'inizio del 2017 a Portland, in Oregon.
Electric Entertainment ha distribuito il primo trailer ufficiale del film il 7 febbraio 2018.